# Cortinarius variicolor
Cortinarius variicolor (Christian Hendrik Persoon, 1801 ex Elias Magnus Fries, 1838), este o ciupercă necomestibilă din încrengătura Basidiomycota, în familia Cortinariaceae și de genul Cortinarius, denumită în popor cortinaria caprei, sau ciupercă violetă puturoasă. Acest burete coabitează, fiind un simbiont micoriza (formează micorize pe rădăcinile arborilor). În România, Basarabia și Bucovina de Nord, se dezvoltă de la câmpie la munte adesea în mase, crescând în șiruri sau cercuri de vrăjitoare, în special pe soluri mai bune, calcaroase și în monoculturi de molid tinere, câteodată de asemenea sub pini precum la margini de pădure, din iulie până în octombrie (noiembrie).

## Taxonomie
Specia a fost descrisă pentru prima dată de micologul olandez-sudafrican Christian Hendrik Persoon în 1799/1801 sub denumirea Agaricus variicolor de verificat prin citire în volumul 2 al operei sale Observationes mycologicae. Seu descriptiones tam novorum, quam notabilium și redenumit sub numele generic precum genul Cortinarius de marele savant Elias Magnus Fries în lucrarea sa Epicrisis systematis mycologici, seu synopsis hymenomycetum din 1838. Celelalte denumiri ale lui Paul Kummer (1871), Friedrich Otto Wünsche (1877), Max Britzelmayr (1892) sau  Meinhard Michael Moser (1967) (vezi înfocasetă) sunt acceptate sinonim, dar nu sunt folosite și astfel pot fi neglijate.
Dar aproape nici o ciuperca a provocat în ultimul timp atât de multe discuții ca această specie. Astfel câțiva micologi pretind, că Cortinarius variicolor ar fi varietatea de pădure de molid al soiului Cortinarius nemorensis (care se dezvoltă numai în foioase, cu miros plăcut și comestibil)) și acest Cortinarius nemorensis ar trebui numit astăzi Cortinarius largus sensu Gündi (sensu auct. Gündi=„în sensul autorului Gündi”). În plus, probabil pentru a rectifica cumva teza, acest Gündi confirmă, că ar exista de asemenea o variantă inodoră a lui Cortinarius variicolor, iar Cortinarius largus s-ar putea găsi și în păduri de conifere Nici măcar Index fungorum cunoaște această versiune.
După ce Cortinarius nemorensis a fost a deosebit prin diferențiere foarte clar de renumitul micolog danez Jakob Emanuel Lange în volumul 3 al marii sale opere Flora Agaracina Danica precum confirmat mai întâi de renumitul micolog austriac Meinhard Michael Moser în 1960 (sub denumirea Phlegmacium nemorense), apoi și de alții, ca de exemplu Thomas Münzmay sau Günther Saar, C. variicolor și C. nemorensis sunt văzuți aici două specii diferite.

## Descriere
- Pălăria: are un diametru între 5 și 15 cm, este compactă, la început boltită semisferic cu marginea răsucită spre interior, dar devine în  scurt timp convexă și apoi deseori plată, și ondulată la bătrânețe,  purtând în tinerețe fragmente ale vălului parțial în formă de cortină albicios-brună, formată din fibre foarte fine ca păienjeniș între marginea pălăriei și picior. Cuticula este netedă, inițial lipicios-unsuroasă la margine, mai târziu uscată și încarnată slab radial-fibros. La umezeală ea poate fi foarte mucoasă. Coloritul este în tinerețe violet până liliachiu, decolorându-se curând ruginiu închis, începând la vârf. La bătrânețe se decolorează nu rar gri-brun.
- Lamelele: stau destul de dens, sunt bombate și înalte, cu mici lamele intercalate precum aderate la picior, prezentând muchii albicioase și fiind învăluite la început de sus menționata cortină pal-brună. Coloritul este în tinerețe gri-albăstrui până gri-bej, nu rar cu nuanțe liliacee, devenind apoi tot mai mult brun ca scorțișoara (dar niciodată violet), datorită pulberii sporilor.
- Piciorul: are o lungime de 7 până la 15 cm și o lățime 2 până la 3 cm, este foarte consistent, robust, gros și bulbos, și umplut pe interior cu un țesut spongios. El este inițial slab albăstrui și presărat de solzișori maronii ale vălului, devenind în vârstă brun-roșcat. Spre bază se ivesc zone fugitive fibroase brun-albăstrui.
- Carnea: este la început albicioasă cu nuanțe  slab liliacee, iar devine la bătrânețe maronie. Mirosul este neplăcut mucegăit-pământos, amintind ceva la cel al sfeclei, gustul fiind neremarcabil.
- Caracteristici microscopice: are spori elipsoidali în formă de migdale și fin verucoși, colorați brun ca scorțișoara, cu o mărime de 10–11 × 5,5–6,3 microni, pulberea având același colorit.[4][5]
- Reacții chimice: Carnea se colorează cu Hidroxid de potasiu galben, aproape ca de paie.[14][15]

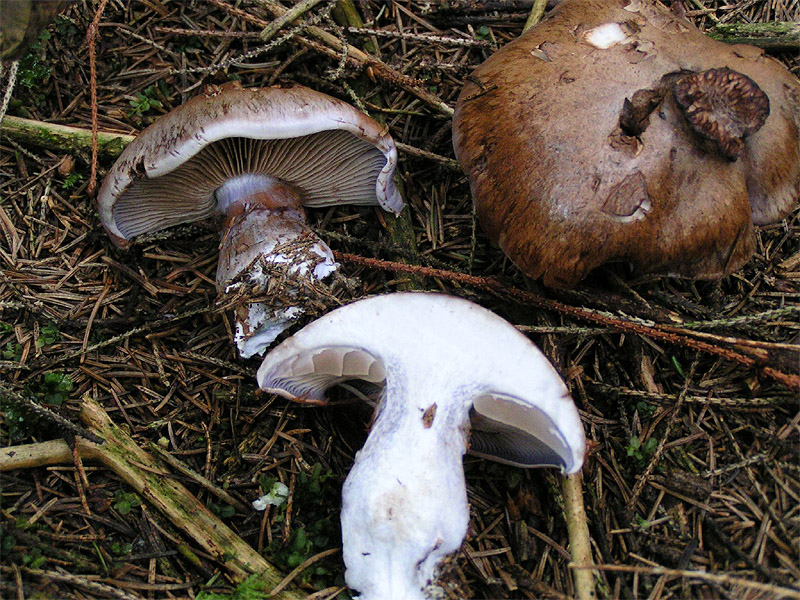
C. variicolor secțiune longitudinală
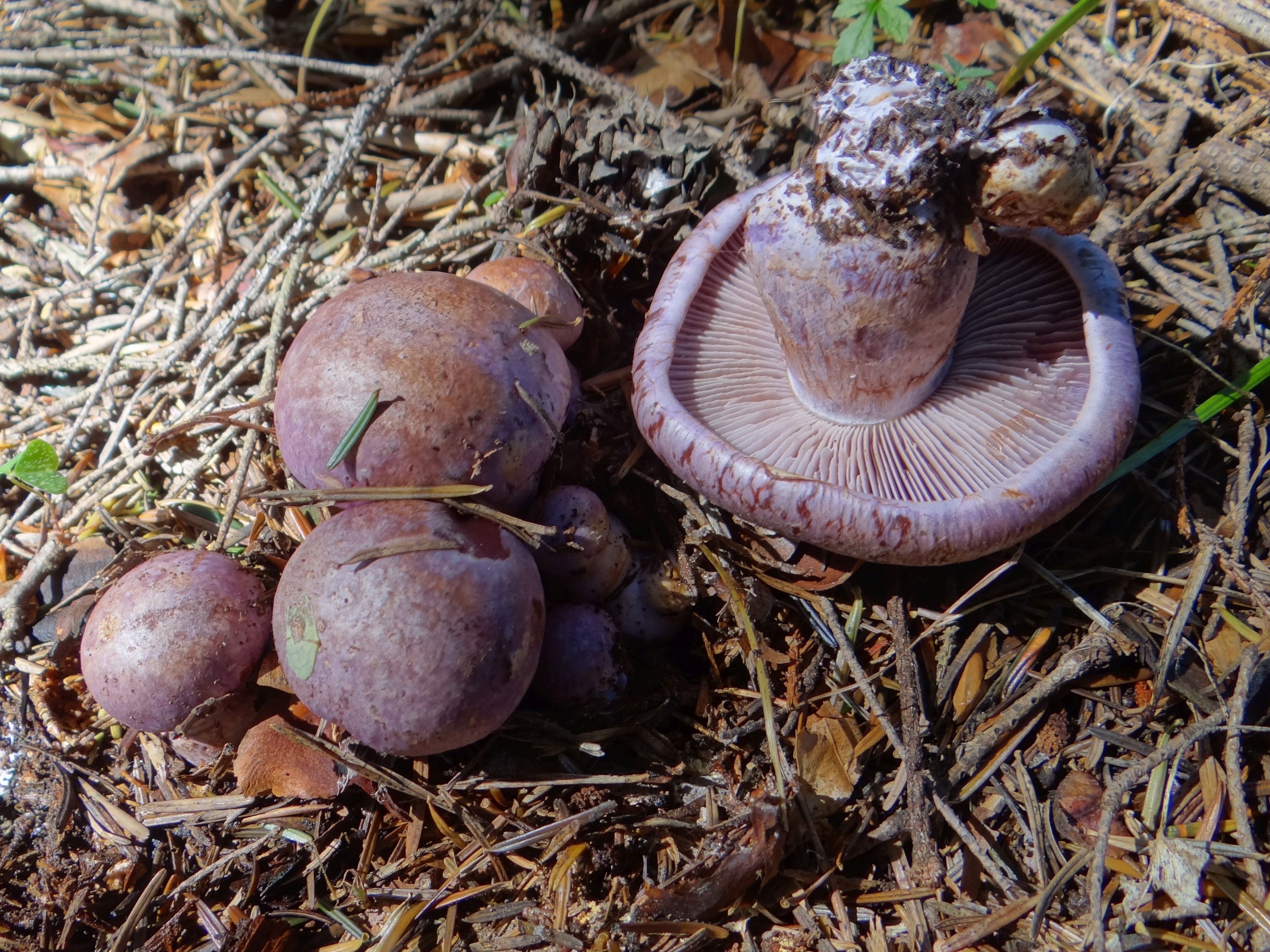
C. variicolor tinere+lamele, picior
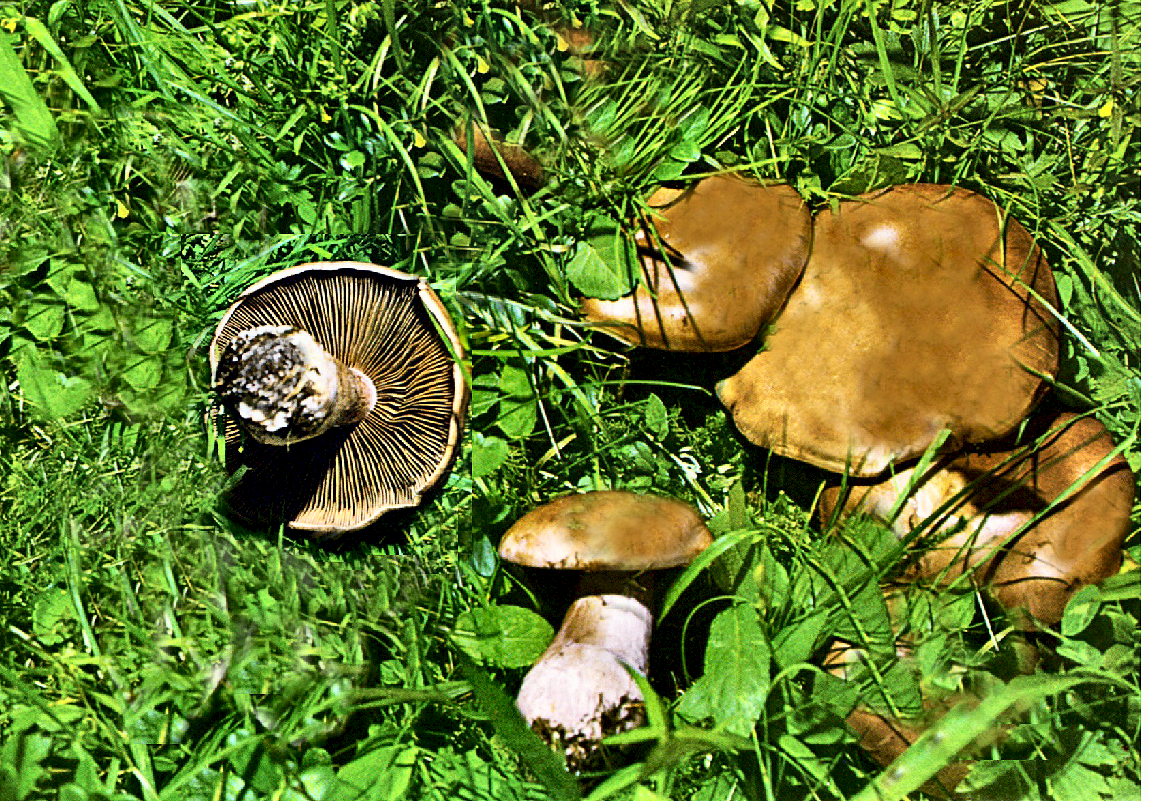
C. variicolor bătrâne+lamele, picior
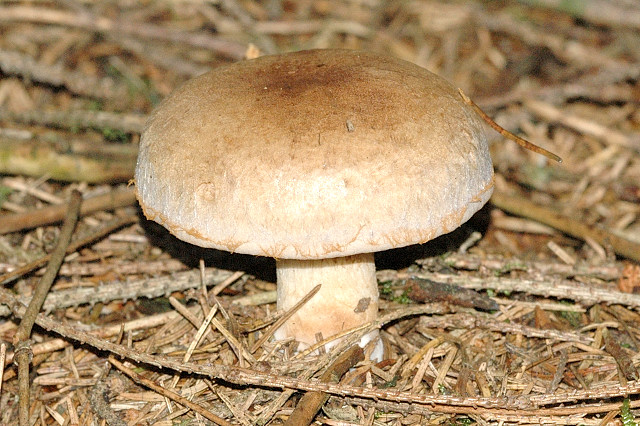
C. variicolor maroniu

## Confuzii
Acest burete poate fi confundat în special cu surata lui Cortinarius nemorensis sin. Cortinarius largus (și ea la fel de necomestibilă, se dezvoltă însă în păduri de foioase) sau cu alte soiuri ale genului, de exemplu cu: Cortinarius alboviolaceus (comestibil, în tinerețe cu lamele gri-violete, miros și gust de cartofi cruzi), Cortinarius allutus (comestibil), Cortinarius brunneus (otrăvitor), Cortinarius camphoratus (necomestibil, destul de similar în aparență și miros, în tinerețe cu lamele violete precum carne colorată la tăiere divers însă nu ca șofranul), Cortinarius collinitus (comestibil), Cortinarius crassus (comestibil), Cortinarius cyanites (necomestibil, în tinerețe cu lamele albastru-violete, la bătrânețe brun-violete, miros dulcișor și gust amar), Cortinarius evernius (necomestibil), Cortinarius hemitrichus (necomestibil), Cortinarius iodes (comestibil, cu cuticulă mucoasă, în tinerețe cu lamele violete, carnea fiind albă, miros și gust neostentativ), Cortinarius infractus (necomestibil, extrem de amar), Cortinarius largus (necomestibil), Cortinarius purpurascens (comestibil), Cortinarius salor (comestibil, cu cuticulă mucoasă, în tinerețe cu lamele violete, carnea fiind albicioasă până gri-brună cu nuanțe de albastru, miros și gust neostentativ), Cortinarius traganus otrăvitor), Cortinarius violaceus (comestibil, pălăria, lamelele și carnea albastru-violet, miros de lemn de cedru și gust plăcut), dar de asemenea cu Lepista nuda (comestibilă, cu cuticulă brun-violetă, picior violet-cenușiu, carne roz-violacee; miros parfumat ca de viorele și gust plăcut).

## Specii asemănătoare

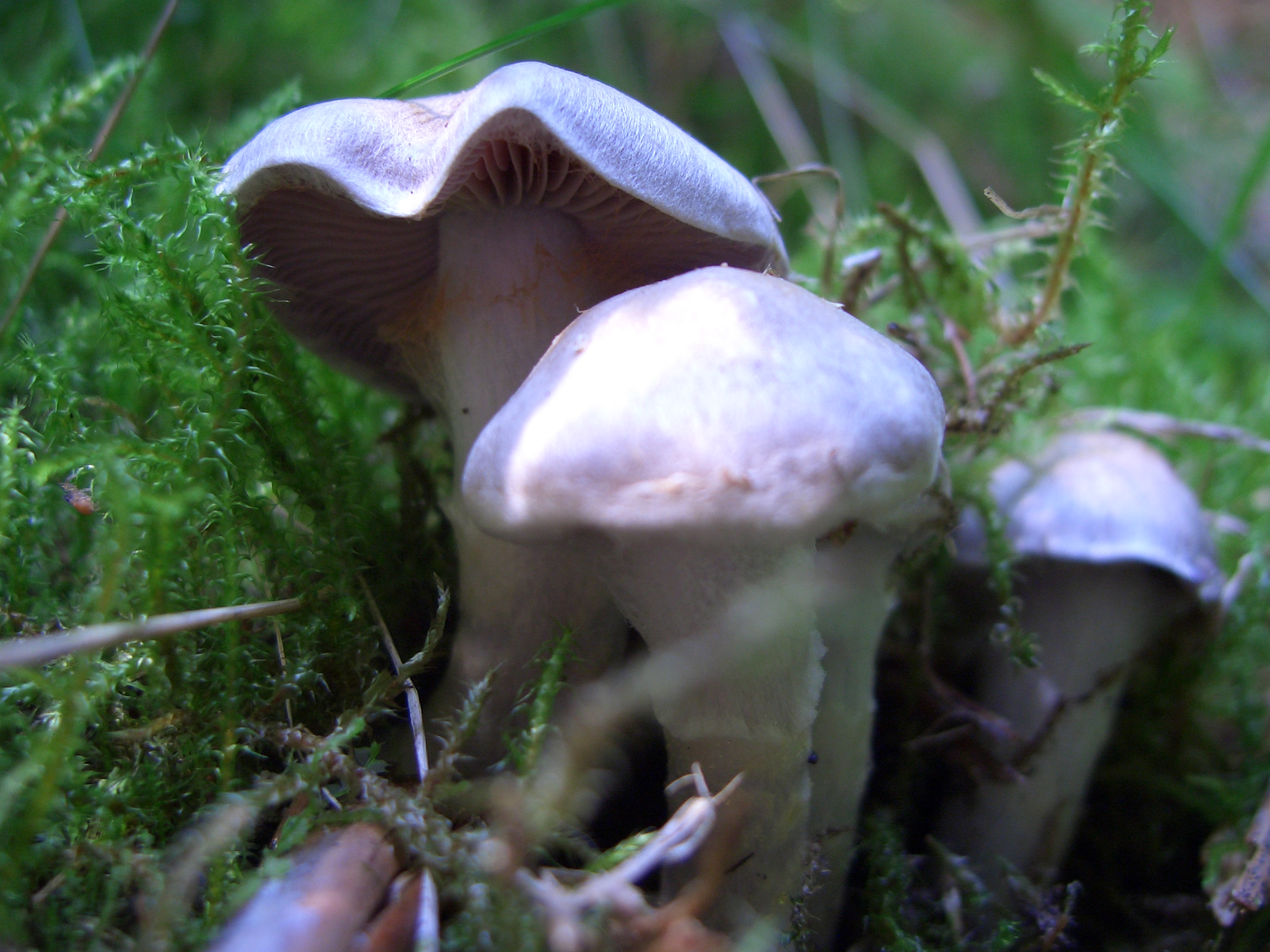
Cortinarius-alboviolaceus
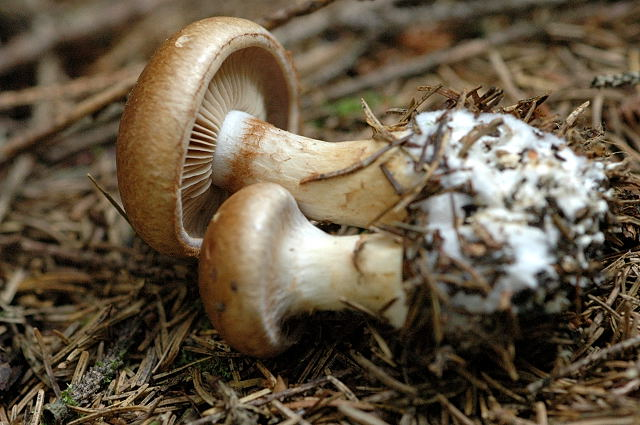
Cortinarius allutus
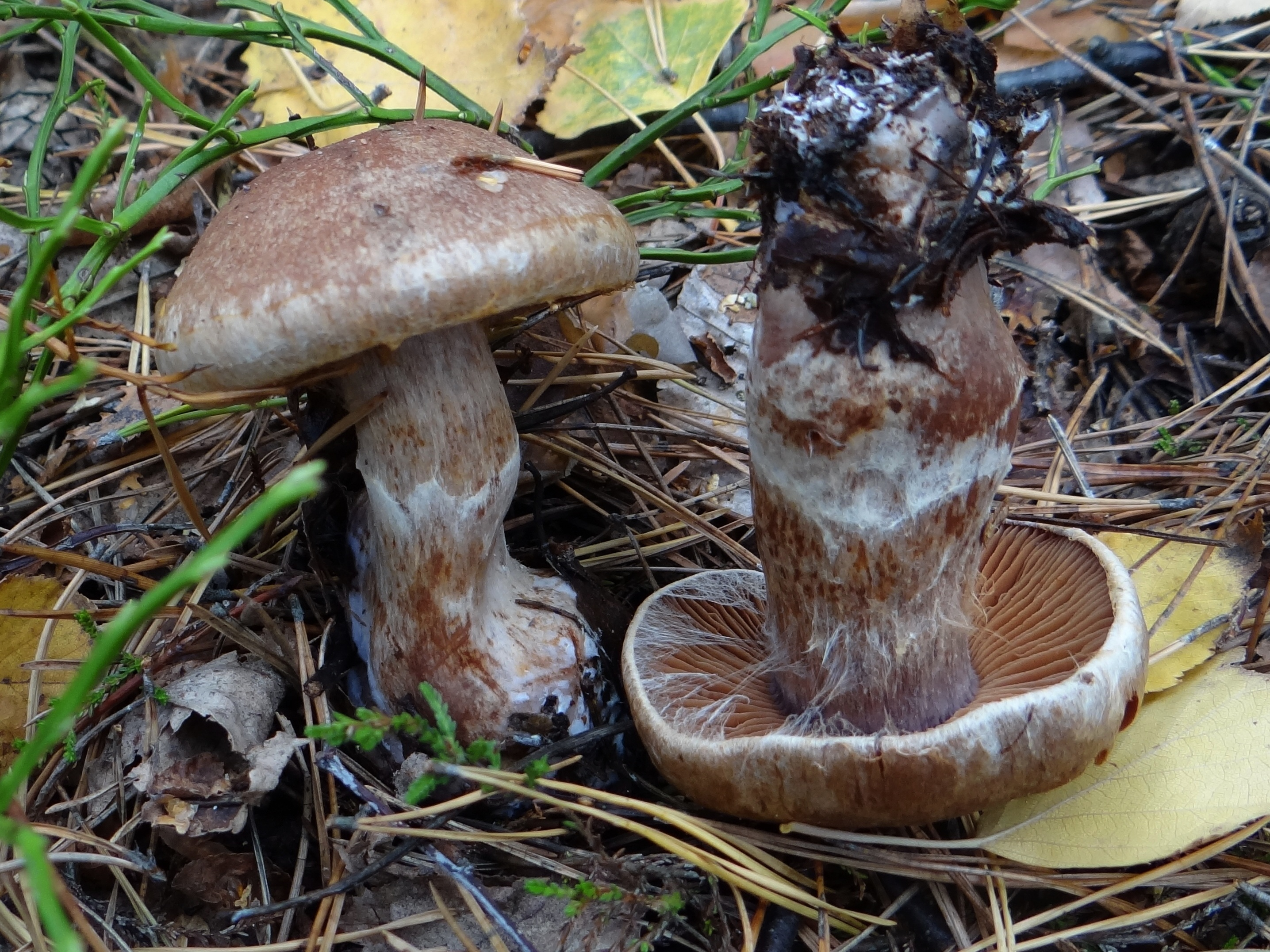
!!Cortinarius brunneus!!
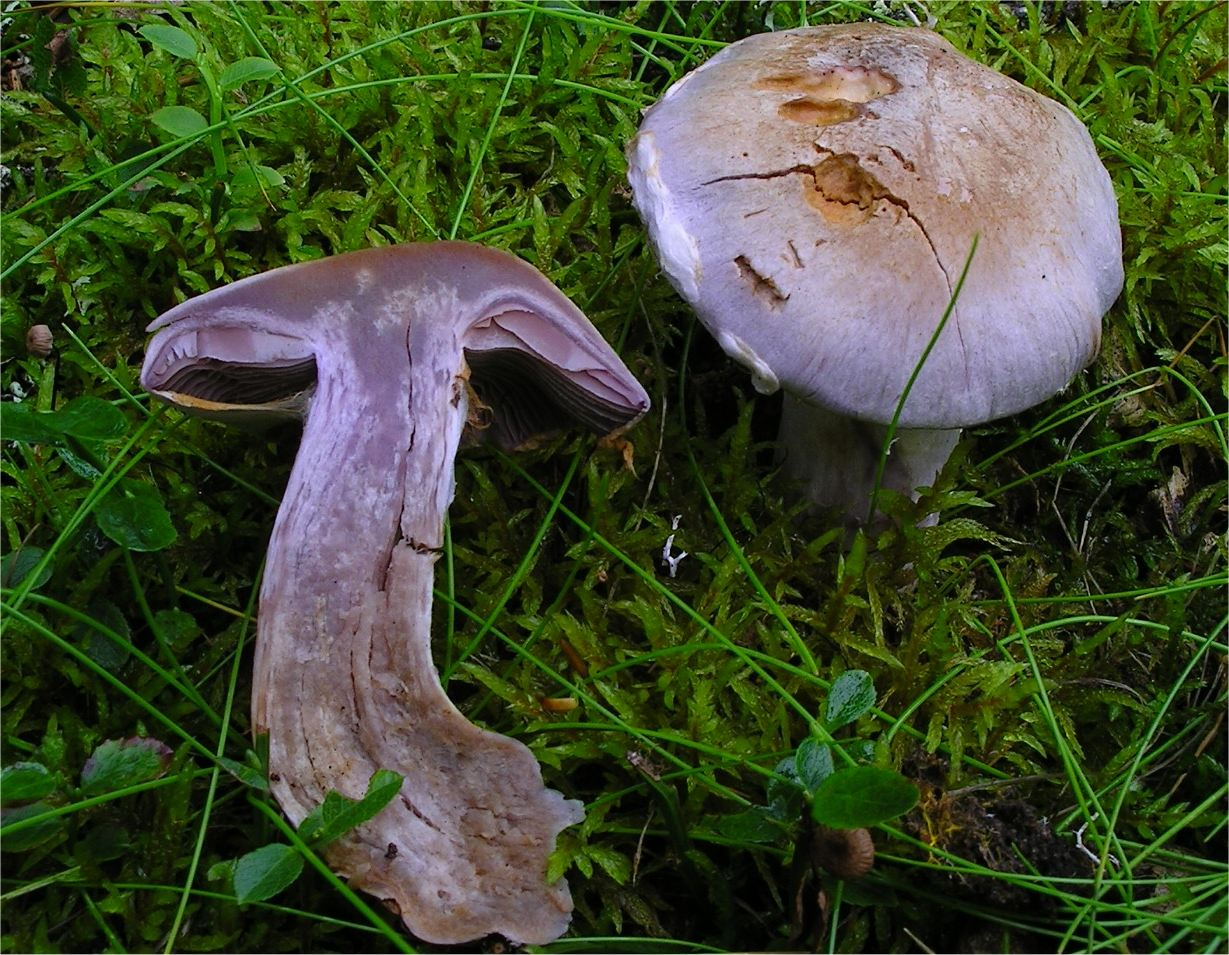
!Cortinarius camphoratus!
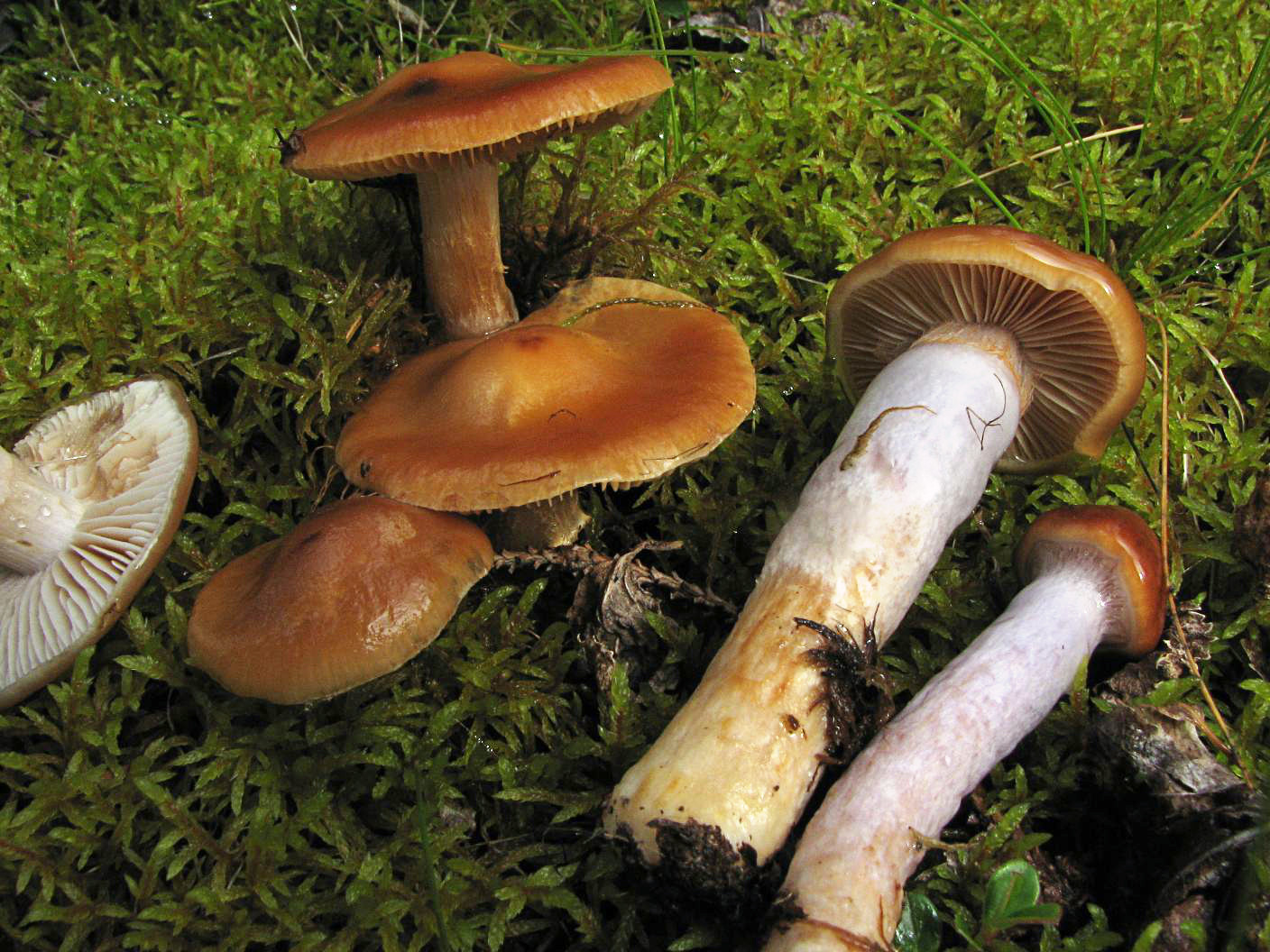
Cortinarius collinitus
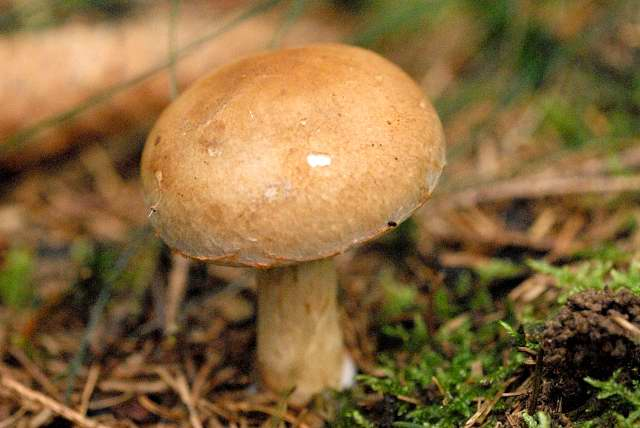
Cortinarius crassus
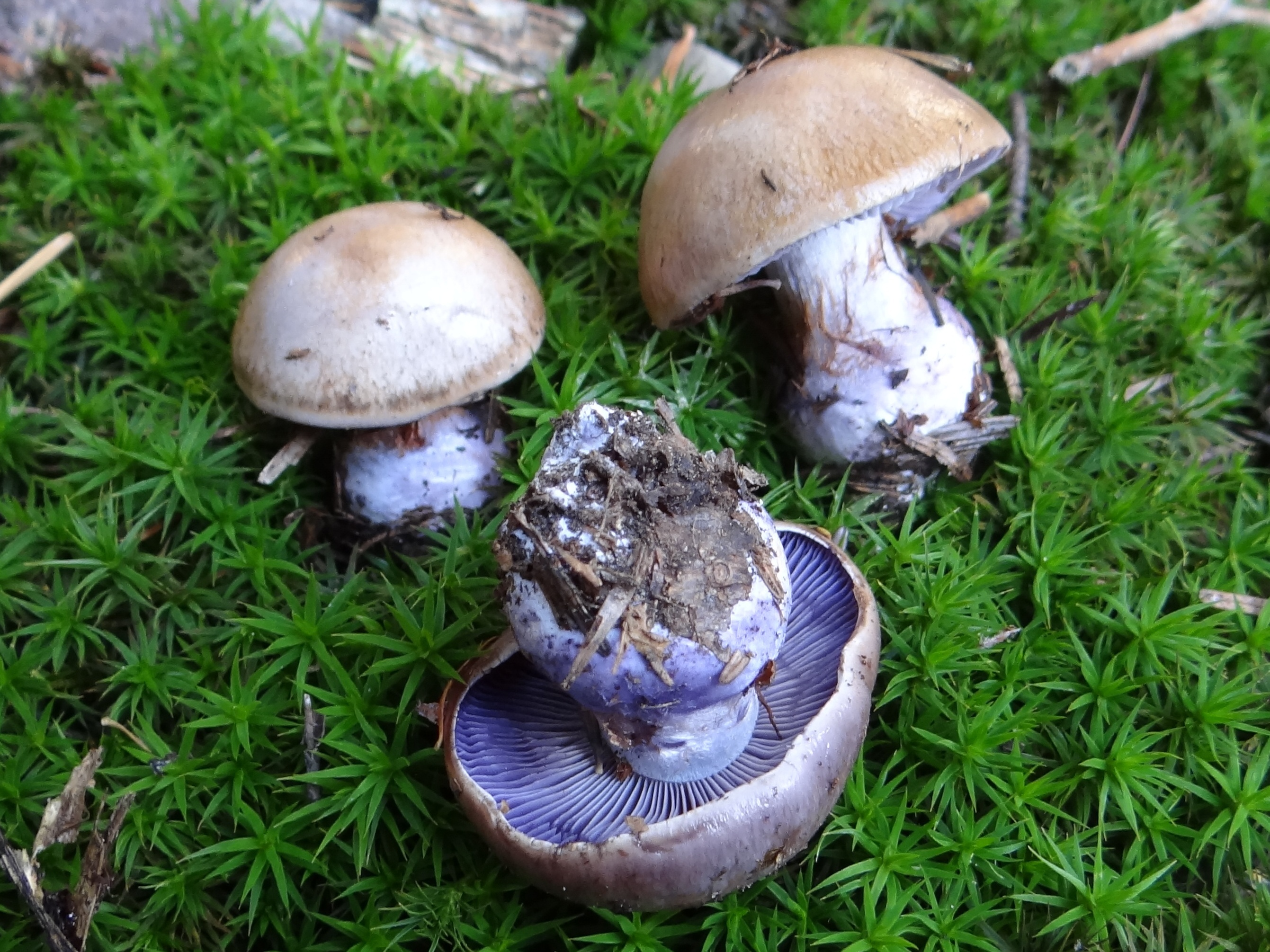
!Cortinarius cyanites!
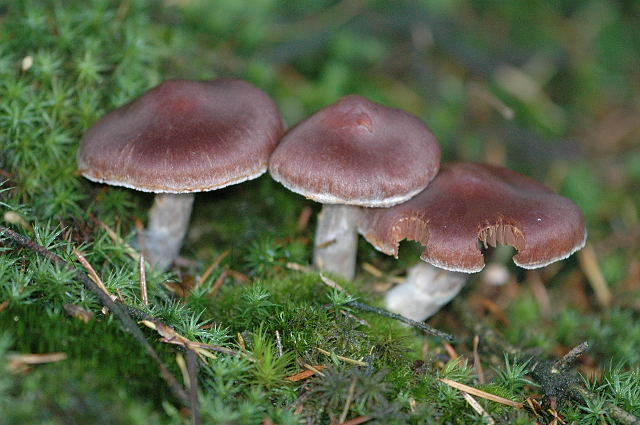
!Cortinarius evernius!
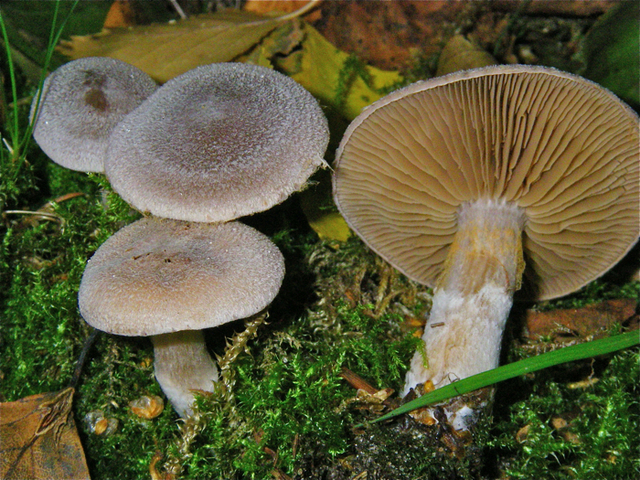
!Cortinarius hemitrichus!

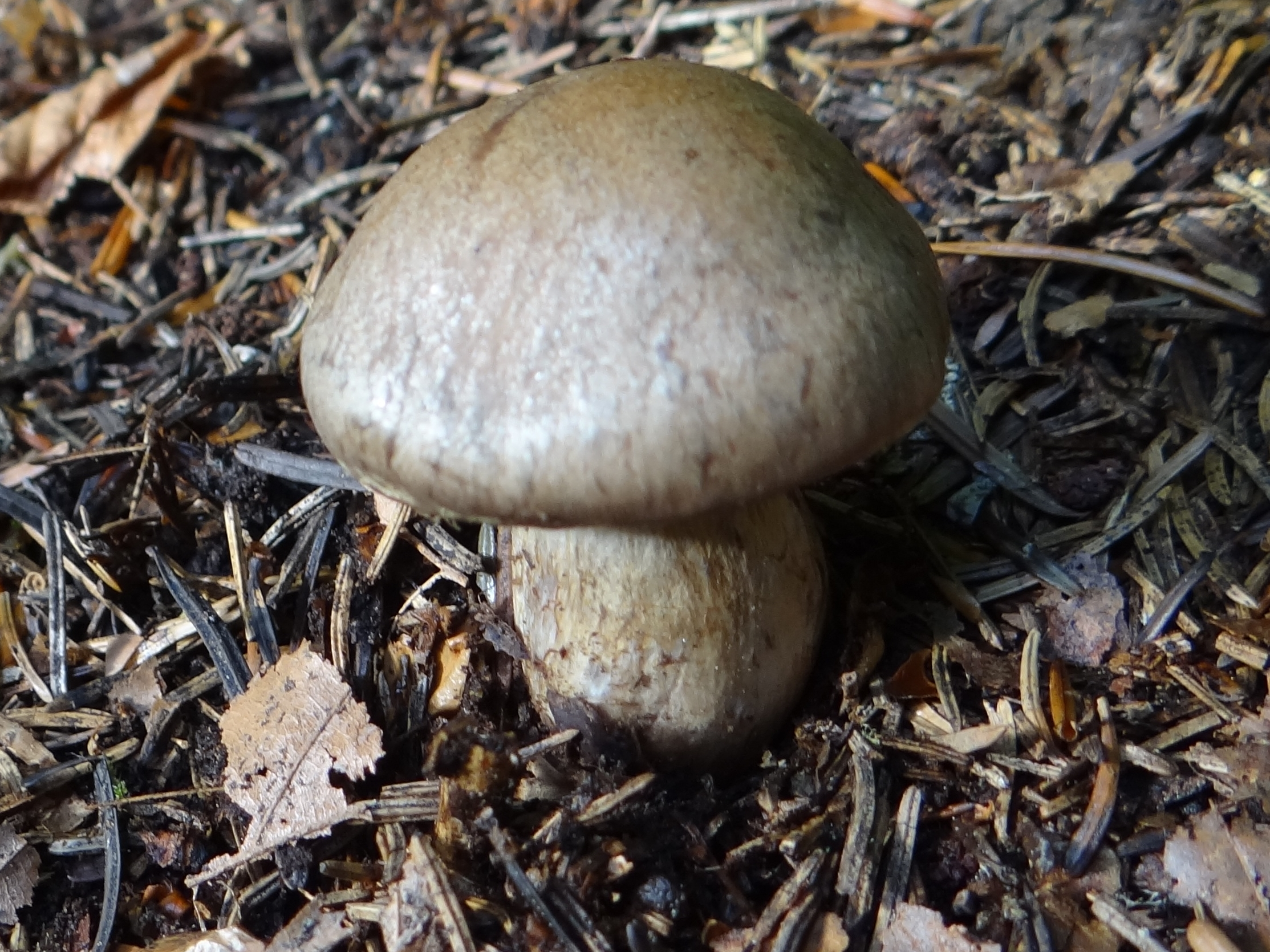
!Cortinarius infractus!
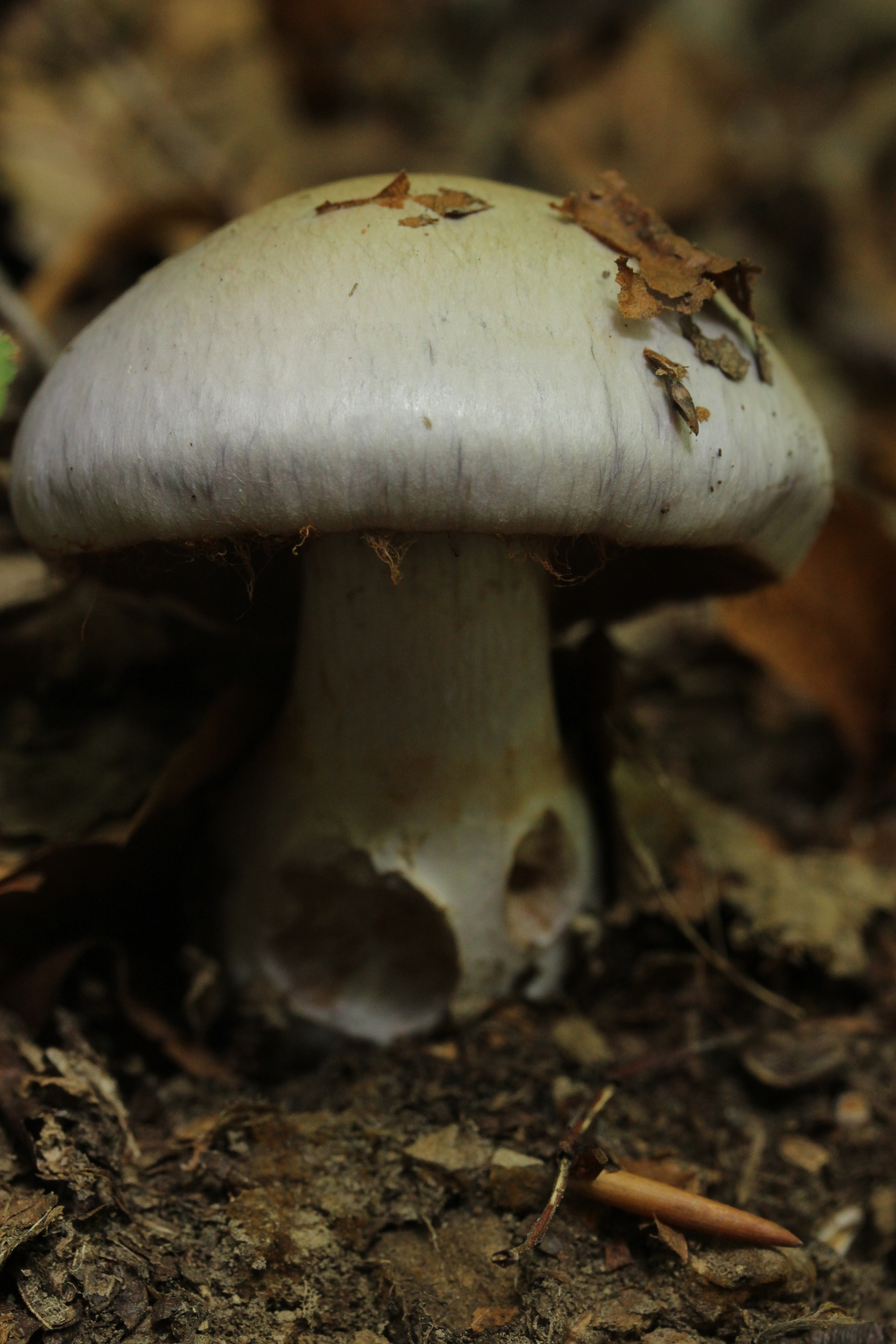
!Cortinarius largus!
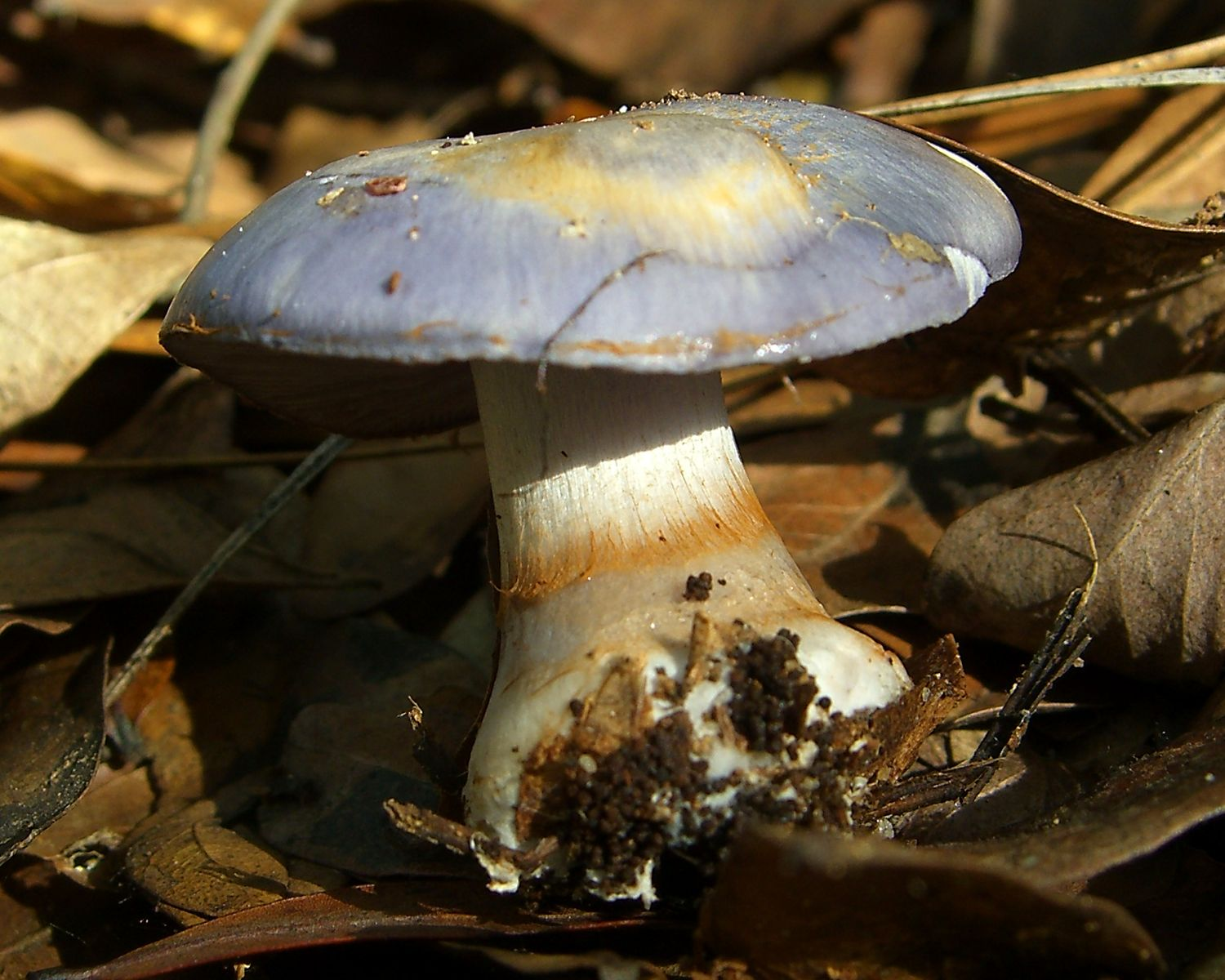
!Cortinarius iodes!
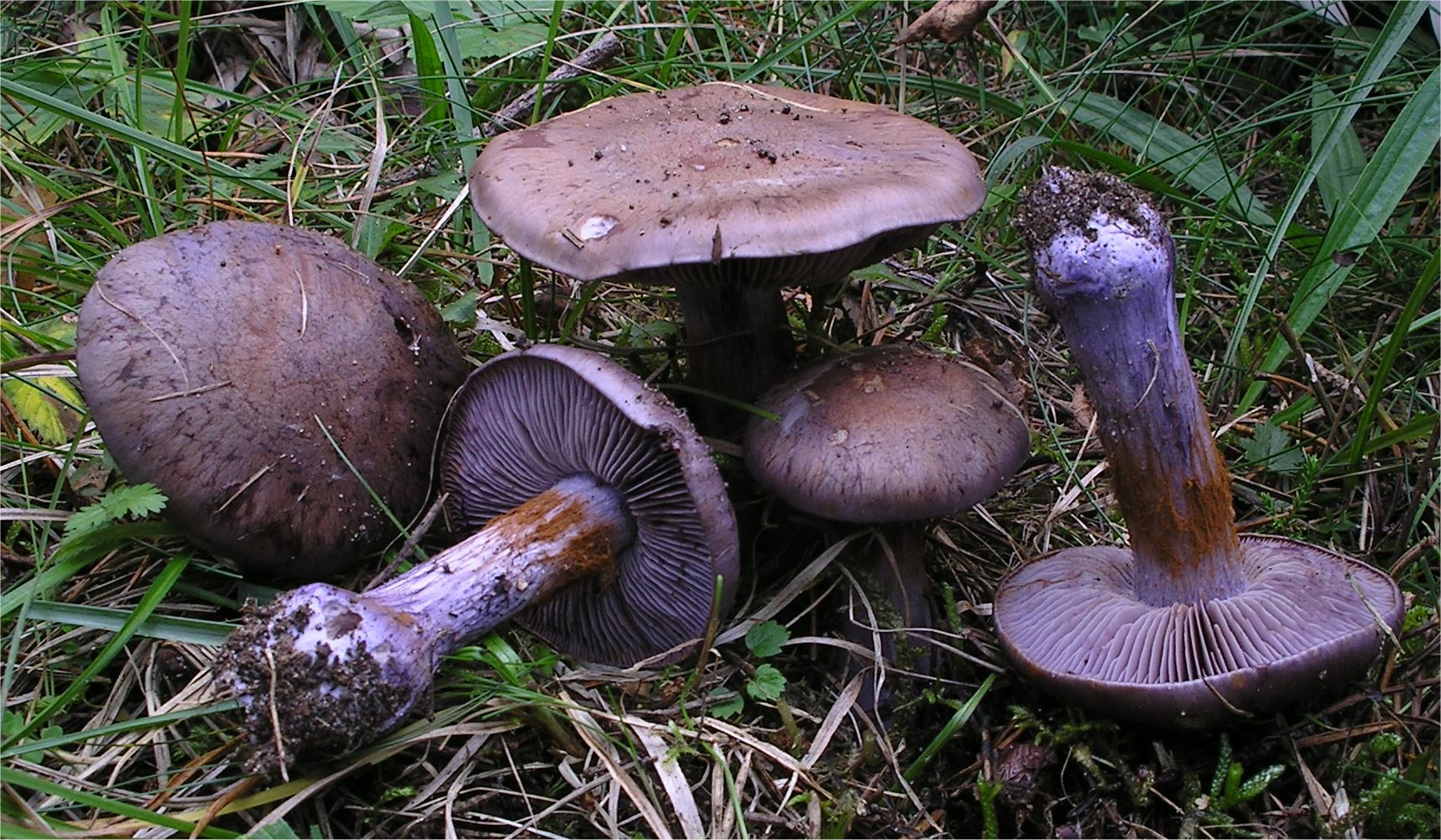
Cortinarius purpurascens
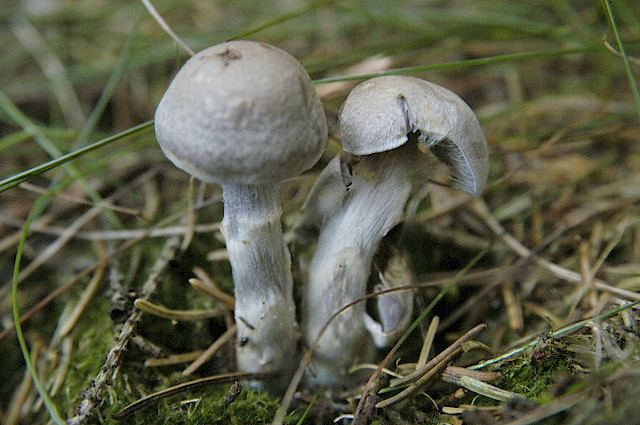
Cortinarius salor
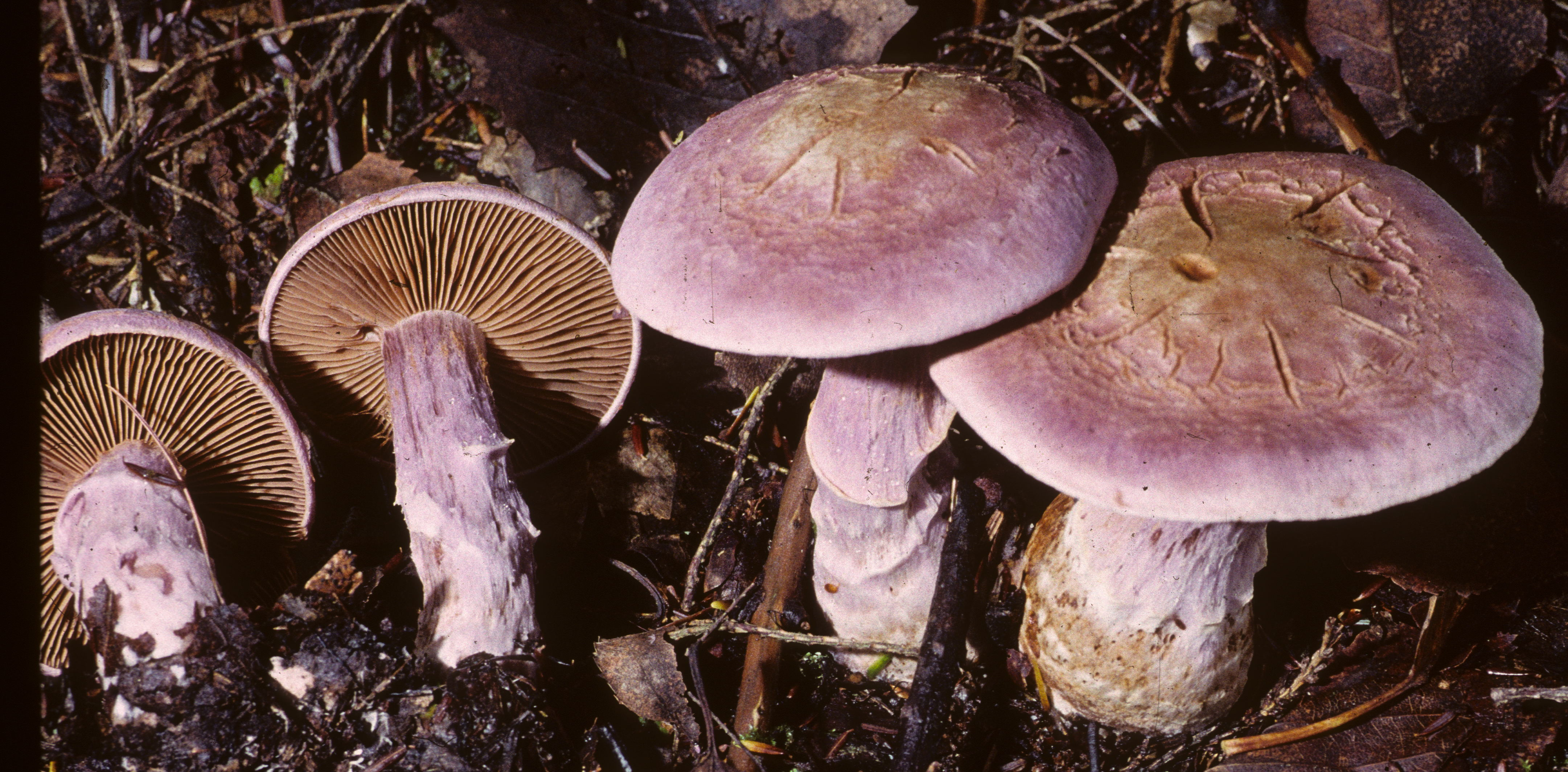
!!Cortinarius traganus!!
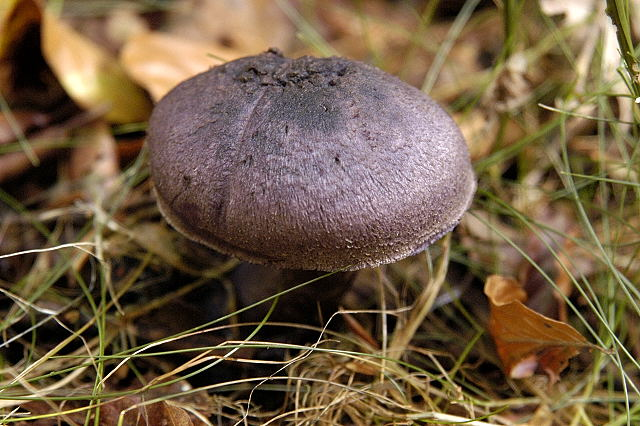
Cortinarius violaceus
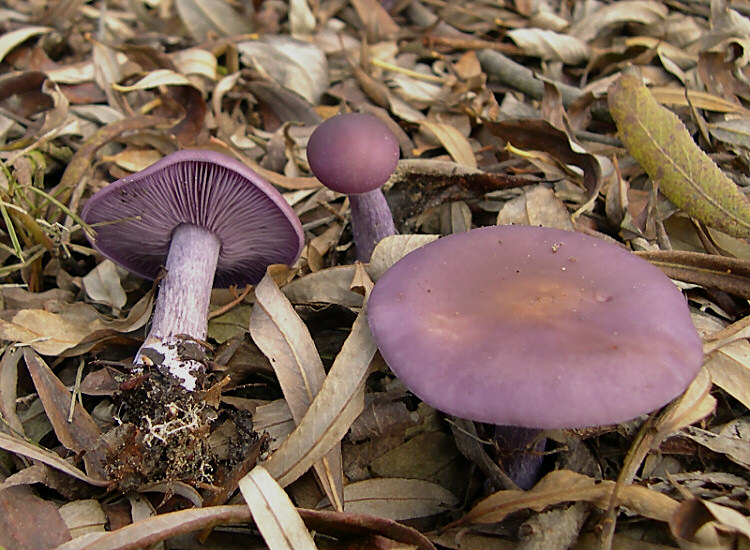
Lepista nuda